# Пшеворск (гмина)
Пшеворск (пол. Przeworsk) — сельская гмина (волость) в Польше, входит как административная единица в Пшеворский повет, Подкарпатское воеводство. Население — 14 539 человек (на 2006 год).

## Соседние гмины
1. Гмина Трыньча
2. Гмина Зажече
3. Гмина Каньчуга
4. Гмина Гад
5. Пшеворск
6. Гмина Бялобжеги
7. Гмина Ярослав
8. Гмина Павлосюв